# 石珤
石珤（1465年—1528年），字邦彦，號熊峰，直隶真定府藁城縣人。明朝政治人物，成化丁未進士，官至吏部尚書，文淵閣大學士。户部尚书石玠之弟。

## 生平
順天府鄉試第三名（亞元）。二十三歲登成化二十三年（1487年）丁未科三甲進士，改翰林院庶吉士，授检讨。数次称病居家，直到弘治末年才升任修撰。正德改元，提拔为南京侍读学士，历任南京国子监、北京国子监祭酒，迁南京吏部右侍郎，改礼部，进左侍郎。上疏力谏武宗前往宣府，不报。改掌翰林院事。正德十六年（1521年）拜礼部尚书，掌管詹事府。
世宗即位，石珤取代王琼，任吏部尚书。其为人刚直方正，谢绝请托，引起内阁杨廷和不快。仅仅两个月即卸任，重掌詹事府。嘉靖元年（1522年），奉旨祭祀阙里及泰山。事竣还家，多次请求致仕，言官因其德高望重，纷纷上书请留，于是仍然起用。嘉靖三年（1524年）五月，任吏部尚书兼文渊阁大学士，入参机务。
“大礼议”爆发后，廷臣伏阙抗争，石珤和毛纪都参与相助，无济于事，后终因直言敢谏去职。历加太子太保，直至少保。嘉靖七年（1528年）冬卒，谥文隐。隆庆初年，改谥文介。

## 家族
曾祖石友智。祖石麟，教谕，贈御史。父石玉，按察司副使。母赵氏，封孺人。具庆下。兄石玠（同科進士）；弟石珝。

## 延伸阅读
[在维基数据编辑]
 《國朝獻徵錄·卷之十五》，出自焦竑《國朝獻徵錄》
 《明史卷一百九十》，出自《明史》

## 外部連結
- 河北藁城《民间古画<泰山图>神秘失踪》 （页面存档备份，存于）

| 官衔        | 官衔                | 官衔        |
| ----------- | ------------------- | ----------- |
| 前任： 王瓊 | 明朝吏部尚書 1521年 | 繼任： 喬宇 |